# Beaterío de la Santísima Trinidad

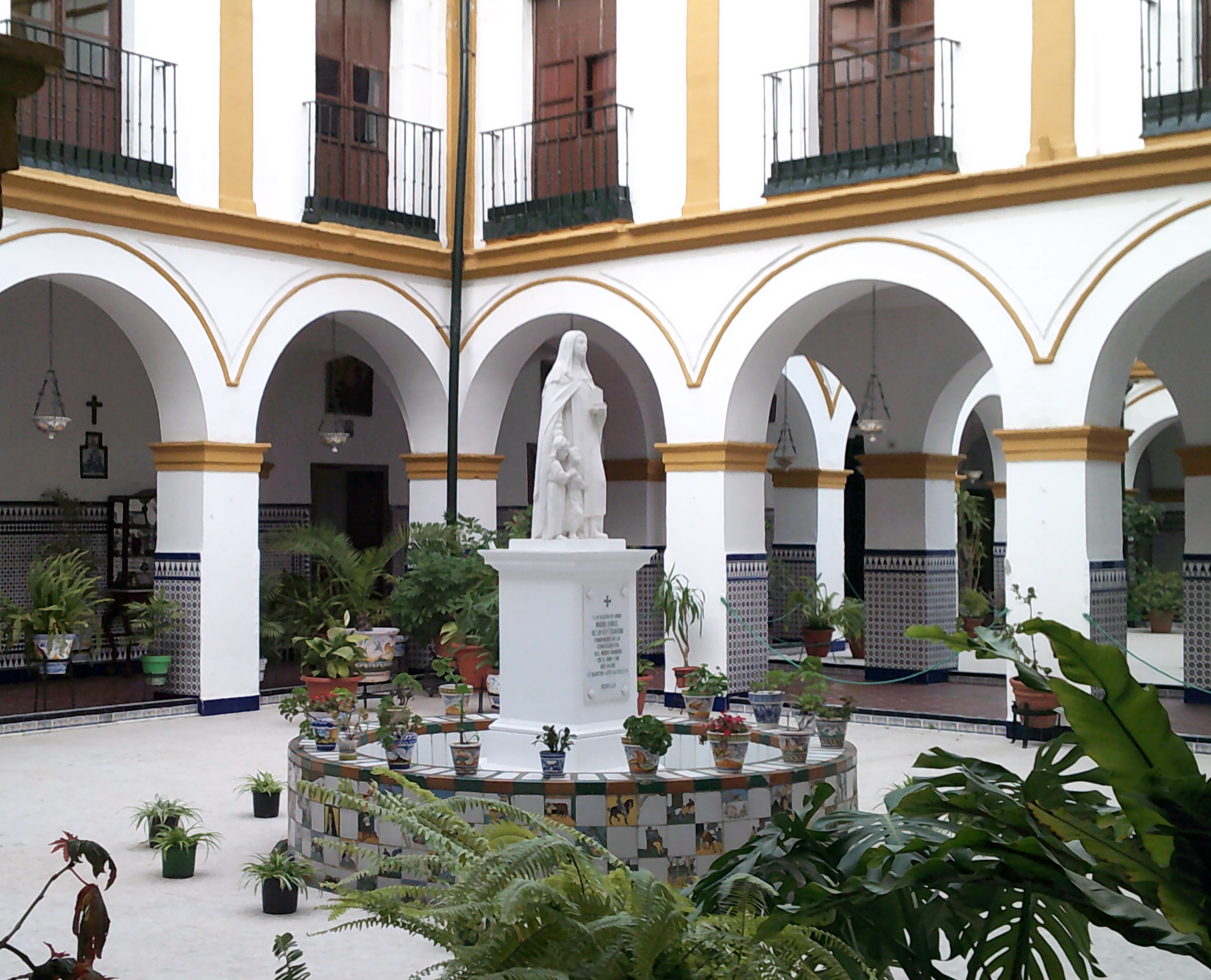
Claustro con la estatua de Isabel de la Santísima Trinidad.

El Beaterío de la Santísima Trinidad fue fundado en Sevilla (Andalucía, España) en 1719. Forman parte de las Hermanas de la Santísima Trinidad.

## Historia
Isabel Moreno Caballero tomó el hábito de beata trinitaria el 2 de febrero de 1719 en el Convento de la Trinidad de Sevilla. Tomó como nombre religioso Isabel de la Santísima Trinidad. Ese año fundó el Beaterío de la Santísima Trinidad en unas casas cedidas por el convento en la calle Enladrillada. El ministro provincial, Juan Palomero, la nombró presidenta y madre mayor del beaterío el 10 de junio de 1720. En 1728 el beaterío se trasladó a otras casas, más adecuadas, cedidas por el convento frente a la Puerta del Sol.
Tuvo las reglas del monasterio de las trinitarias de El Toboso. Las religiosas hacían voto de pobreza, castidad y obediencia. Se dedicaban a acoger, mantener y educar a niñas huérfanas y desvalidas, admitir a algunas niñas pensionistas, dar enseñanza a niñas pobres y asistir a antiguas alumnas sin marido que se encontrasen sin trabajo y que tuviesen algún problema de salud.
En 1746 viajó a Ciudad de México, donde recogió 6 000 pesos de la herencia de su tío, Sebastián Caballero. Regresó a Sevilla en 1750 y gastó en el beaterío lo que trajo.
Viajó de nuevo a México en 1753. En 1755 consiguió licencia del virrey Juan Francisco de Güemes y del arzobispo Manuel José Rubio y Salinas para pedir limosnas durante dos años en este territorio. En 1757 se trasladó a Puebla, donde consiguió licencia del obispo para pedir en las puertas de los templos. Recaudó un total de 12 207 pesos y 62 reales. Regresó a Sevilla en 1758.
El 24 de agosto de 1768 el beaterío solicitó al cardenal arzobispo Francisco de Solís y Folch de Cardona depender de la archidiócesis. El arzobispado llevó esto a cabo aquel año.
Isabel de la Santísima Trinidad falleció en 1774. Tras su deceso el beaterío decayó. En 1789 el párroco de la Iglesia de Santa María la Blanca, Bartolomé Cabello y Barroso, natural de Pilas, visitó al arzobispo Alonso Marcos de Llanes Argüelles, que consiguió que varias personas contribuyeran a la restauración del beaterío. El canónigo magistral Marcelo Félix Doje costeó el primer patio, tres claustros, clases, el refectorio y oficinas. La viuda del comerciante Simón Sologuren costeó la capilla mayor, la sacristía, el coro de las niñas y un dormitorio. También contribuyeron el propósito del Oratorio de San Felipe Neri Teodomiro de la Vega, el canónigo Cipriano Urtusáutegui, el conde de San Remi y María Ruano. De este modo, entre 1789 y 1800 se invirtieron más de 250 000 reales:

[...] en fabricar ángulos, dormitorios, refectorio, enfermería, cocina, despensa y ocho clases y se mantuvieron y vistieron más de cien niñas y veintiséis beatas

La iglesia del beaterío fue abierta al público el 2 de diciembre de 1790. Por prescripto de Pío VI del 14 de marzo de 1791 se declaró "altar privilegiado cotidiano". Por prescripto de Pío VI de 1793 se le autorizó a tener expuesto el Santísimo Sacramento en el altar mayor.
El 3 de abril de 1793 la congregación se incorporó a la Hermandad Sacramental de Santa Lucía. En 1794 el beaterío quedó adscrito a la Parroquia de Santa Lucía.
El 19 de abril de 1795 recibieron a ocho niñas del Hospital de Huérfanas de la Magdalena, regido por el Ayuntamiento. El sacerdote Bartolomé Cabello y Barroso redactó unas nuevas constituciones, que fueron aprobadas por el arzobispo de Sevilla y que, el 16 de agosto de 1797, fueron aprobadas por el Real Consejo de Castilla.
En 1799 Bartolomé Cabello solicitó por escrito al arzobispo cardenal Luis María de Borbón y Vallabriga, infante de España, su protección y patronazgo para esta institución. También le pidió que su hermana, la infanta María Teresa de Borbón y Vallabriga, fuese la directora de un instituto "tan útil a la Religión y al Estado". El cardenal invirtió 600 000 reales. Según fray Juan Evangelista de Utrera, con sus aportaciones:

[...] labró patio, dormitorios, enfermería, corral, refectorio, cocina, lavaderos y once clases para la enseñanza de las niñas.

El 8 de abril de 1802 el infante cardenal le concedió el escudo real, que la institución puso en su fachada principal. El 4 de junio de 1802 Pío VII facultó al cardenal para que convirtiese el beaterío en convento de monjas, pero entonces ya era arzobispo de Toledo y esto no se pudo llevar a cabo.
Encontrándose en la corte, la intercesión del infante logró que Carlos IV concediera 15 000 reales del fondo pío beneficial a esta institución mientras participase en la enseñanza pública.
El 15 de julio de 1801 Bartolomé Cabello pasó a ser prebendado de la Catedral de Sevilla. Todos los beneficios que obtuvo fueron invertidos en el beaterío. Falleció el 5 de diciembre de 1810 y le legó toda su herencia. Fue sepultado en la iglesia del beaterío. Tras esto, pasó a ser protector de la institución el canónigo Fernando de Medina.
En 1810 tenía 36 beatas y 200 niñas.
En la invasión francesa de Sevilla, entre 1810 y 1812, el beaterío pasó por una gran crisis. El canónigo Fernando de Medina salvó a la institución de la ruina y le prestó 12 000 pesos. Posteriormente, le perdonó la deuda al beaterío en su testamento. Tras el deceso de Fernando de Medina el beaterío decayó nuevamente. Pudo subsistir gracias a donaciones de particulares. Había 129 niñas, 25 beatas profesas y dos novicias.
El conde de la Puebla del Maestre, Francisco de Paula Fernández de Córdoba y Cárdenas, mayordomo del rey, comunicó al beaterío por oficio fechado en el Alcázar de Sevilla el 22 de octubre de 1823 que Fernando VII, a petición de la congregación, y su esposa María Josefa Amalia de Sajonia, se declaraban protectores de la institución. Tras esto, el beaterío se recuperó.
La priora solicitó a la Junta Municipal de Propios que el agua que tenían concedida de la Fuente del Arzobispo, que no estaba disponible en ese momento, les fuese concedida de los Caños de Carmona, proveniente de la Fuente de Santa Lucía. El 17 de diciembre de 1825 les fue concedida la petición.
También contribuyó al beaterío el cardenal arzobispo Francisco Javier Cienfuegos Jovellanos. El obispo de Dan Sara, Vicente Román y Linares, ayudante del arzobispo entre 1826 y 1835, fue director espiritual de la congregación y también les ayudó materialmente.
El 16 de agosto de 1828, los restos de Isabel fueron trasladados desde la Iglesia de Santa Lucía hasta un sepulcro en el coro bajo de la iglesia del beaterío.
Una mujer de apellido Zaldarriaga, realizó una aportación vitalicia entre 1803 y el 5 de mayo de 1832. También donó algunos muebles y una joya de oro y diamantes que fue vendida por 1 200 reales. El 23 de marzo de 1836, la regente María Cristina de Borbón-Dos Sicilias concedió al beaterío cierta demora para el pago de sus contribuciones. El 29 de marzo de 1836 el gobernador civil de Sevilla propuso que se concediese un plazo de tres o cuatro años para los establecimientos de la ciudad que debieran contribuciones a la hacienda pública.
El 23 de julio de 1873, durante la Primera República, solo quedaron en la casa diez madres y doce niñas. El día 30 de julio regresaron todas las religiosas y las niñas que se habían marchado.
Entre los que realizaron aportaciones en el siglo XIX estuvieron el arzobispo Manuel Joaquín Tarancón y Morón y Francisco Javier de la Borbolla. La viuda del marqués de Esquivel dejó en herencia al beaterío 3 000 duros de limosna en 1881.
Entre la década de 1840 y 1882 fue protector del beaterío Miguel de Carvajal Mendieta. Le sucedió como protector el arzobispo Joaquín Lluch y Garriga, que falleció en septiembre de 1882. Este realizó una limosna.
En la década de 1870 también contribuyó al beaterío José María Ybarra Gutiérrez de Caviedes, I conde de Ybarra. En 1882 contribuyó José María Ybarra González, II conde de Ybarra. En diciembre de 1882 fue nombrado protector de la institución. Realizó otra contribución en 1883. En 1892 realizó una nueva contribución. Falleció en París en 1898 y, por deseo propio, recibió sepultura en la iglesia del beaterío. Tras esto, quedó como protectora su esposa, Josefa María Menchacatorre y Barandica.
El 13 de noviembre de 1883 visitó por primera vez la institución el arzobispo Ceferino González y Díaz Tuñón, que dejó una limosna de 200 reales.
En julio de 1887 visitaron el beaterío Antonio de Orleans, duque de Montpensier, y la infanta María Luisa Fernanda de Borbón, y realizaron una donación de 8 000 reales. El 8 de enero de 1892 la infanta volvió a visitar el beaterío.
Gracias a la donación testamentaria de Francisco Bocanegra, en 1888, se realizaron varias reformas en el inmueble. Aquel año falleció también la esposa de Manuel Francos, dejando una herencia de 5 000 duros.
En 1889 Manuel Mora donó varios enseres. El 15 de septiembre de 1889 Teodomiro Buzón donó varios enseres y una Virgen del Rosario.
Salud Buzón, viuda de Daguerre, donó desde 1888 hasta su deceso, en 1899, 2 000 duros. En su testamento dejó 8 000 reales más.

### sigloXX
En 1916 pasó a ser protector José María Ybarra Menchacatorre, III conde de Ybarra. En el siglo XX los principales bienhechores de la institución fueron: Concepción Atienza Benjumea; Santiago Medina y Rojas, marqués de Esquivel; Manuel Ferrand; Florentino Briones y Javier Benjumea.
En el siglo XX estuvo regido por la madre superiora y general Cristina del Pilar Ormad Morillas.
El Colegio Beaterío de la Santísima Trinidad imparte primaria y secundaria. En 1993 contaba con 9 religiosas y 1 100 alumnas.

### sigloXXI
El 8 de septiembre de 2012 las hermanas trinitarias del beaterio de Sevilla se fusionaron con las Hermanas de la Santísima Trinidad, fundadas en Madrid en 1885. El carisma y la misión de ambas congregaciones eran afines, cosa propicia para la unión.

## Otros lugares
En 1886 fundaron una casa en Galaroza, en la Sierra de Huelva. No obstante, esta fundación fue clausurada a finales del siglo XIX.
En 1960 fundaron una casa en Sorihuela de Guadalimar, provincia de Jaén, en una casa donada por Estrella Bueno. Esta fundación fue clausurada en 1974.
La Junta de Protección de Menores de Cádiz solicitó al beaterío que se hicieran cargo de una casa en esta ciudad. Estuvieron a cargo de la misma entre 1966 y 1971.
En 1975 fundaron una casa en San Juan del Puerto, provincia de Huelva, para encargarse de la escuela parroquial y ayudar a la parroquia. En los años 90 permanecían en la localidad, ayudando a la parroquia, realizando labores asistenciales, colaborando con Cáritas y realizando catequesis.
El 8 de septiembre de 1989 Salud Vilches donó su casa de campo de Fuenteheridos, provincia de Huelva. La comunidad conserva esta casa para el veraneo de las alumnas internas y para convivencias.